# José Ernesto Díaz
José Ernesto Díaz   (Bogotà, 13 de setembre de 1952 - Orlando, 4 de maig de 2002) fou un futbolista colombià de la dècada de 1970.
Fou 29 cops internacional amb la selecció de Colòmbia amb la qual jugà als Jocs Olímpics de 1972.
Pel que fa a clubs, defensà els colors de Santa Fe i Standard Liège.